# اوتیس (اورگن)
اوتیس (به انگلیسی: Otis) یک منطقهٔ مسکونی در ایالات متحده آمریکا است که در شهرستان لینکلن، اورگن واقع شده‌است. اوتیس ۱۴ متر بالاتر از سطح دریا واقع شده‌است.